# Arue
Arue is een gemeente in het Franse departement Landes (regio Nouvelle-Aquitaine) en telt 286 inwoners (1999). De plaats maakt deel uit van het arrondissement Mont-de-Marsan.

## Geografie
De oppervlakte van Arue bedraagt 48,3 km², de bevolkingsdichtheid is 5,9 inwoners per km².
De onderstaande kaart toont de ligging van Arue met de belangrijkste infrastructuur en aangrenzende gemeenten.

## Demografie
Onderstaande figuur toont het verloop van het inwonertal (bron: INSEE-tellingen).